# Iablunivka, Kaharlîk
Iablunivka (în ucraineană Яблунівка) este o comună în raionul Kaharlîk, regiunea Kiev, Ucraina, formată numai din satul de reședință.

## Demografie
Componența lingvistică a comunei Iablunivka
     Ucraineană (95,42%)
     Rusă (4,58%)
Conform recensământului din 2001, majoritatea populației comunei Iablunivka era vorbitoare de ucraineană (95,42%), existând în minoritate și vorbitori de rusă (4,58%).